# Gerardo Meloni
Gerardo Meloni (Urbino, 10 gennaio 1882 – Il Cairo, 28 febbraio 1912) è stato un orientalista italiano.

## Biografia
Libero docente di Filologia semitica presso la Regia Università La Sapienza di Roma, professore di storia dell'Oriente antico presso l'Università Khediviale del Cairo, assiriologo e semitista, collaborò con Leone Caetani nella stesura degli Annali dell'Islam. Tra le sue opere si segnalano l'illustrazione e la pubblicazione di testi cuneiformi, studi religiosi e sulla psicologia del linguaggio, questi ultimi consacrati in un testo postumo Saggi di Filologia Semitica, edito un anno dopo la sua morte.
Nell'aprile del 1909 indirizzò una serie di scritti minori al linguista ebreo ungherese Ignaz Goldziher, al quale pochi mesi prima era stato presentato da Ignazio Guidi presso l'Accademia dei Lincei di Roma.

## Opere
- Giorgio Levi Della Vida, Saggi di filologia semitica (a cura degli amici), Roma, Casa Editrice Italiana, 1913.
- Giorgio Levi Della Vida, Aneddoti e svaghi arabi e non arabi, Milano - Napoli, Ricciardi, 1959.
- Giorgio Levi Della Vida, Fantasmi ritrovati, Venezia, Neri Pozza, 1966.